# Hodyliw
Hodyliw (ukr. Годилів) – wieś na Ukrainie, w obwodzie czerniowieckim, w rejonie czerniowieckim, w hromadzie Wełykyj Kuczuriw. W 2001 liczyła 1255 mieszkańców, wśród których 1202 wskazało jako ojczysty język ukraiński, 35 rosyjski, 4 mołdawski, 11 rumuński, 1 białoruski, 1 polski, a 1 inny.